# Callistethus riedeli
Callistethus riedeli är en skalbaggsart som beskrevs av Lansberge 1880. Callistethus riedeli ingår i släktet Callistethus och familjen Rutelidae. Utöver nominatformen finns också underarten C. r. selatanensis.